# Station Gospel Oak
Gospel Oak is een spoorwegstation van London Overground aan de North London Line en het eindstation van de Gospel Oak to Barking Line. 

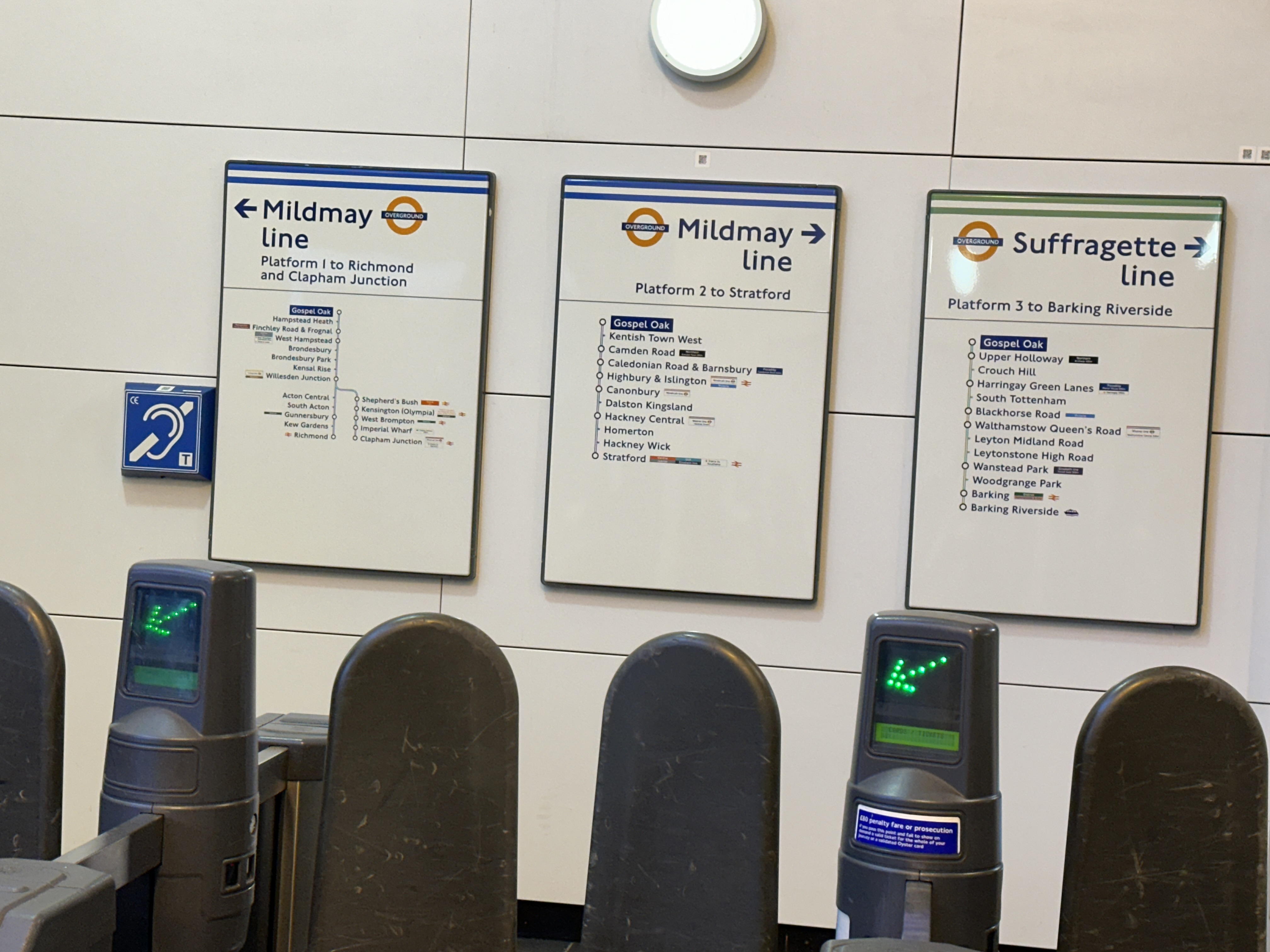
Namen van lijnen van London Overground in het station, november 2024